# Aritz Solabarrieta
Aritz Solabarrieta Aranzamendi (Ondárroa, Vizcaya, 22 de julio de 1983) es un exfutbolista y entrenador de fútbol español. Actualmente está libre tras ser cesado en el Racing de Santander.

## Trayectoria

### Como futbolista
En el año 1996 se incorporó a las categorías inferiores del Athletic Club. En la temporada 2001/2002 jugó para su segundo filial, el CD Basconia. Entre 2002 y 2004 juega en el primer filial del equipo bilbaíno, el Bilbao Athletic, y ya en la 2004-2005 dio el salto al primer equipo del Athletic Club. Debutó el 13 de noviembre en un partido ante el Villarreal, en San Mamés (2-1). Después de participar en 13 partidos con el primer equipo, en la temporada 2005-06 jugó cedido en la SD Eibar.
En diciembre de 2006 se incorporó al Atlético de Madrid B, tras varios meses sin ficha en el Athletic Club. Entre 2008 y 2010 jugó en el Real Jaén, donde disputó los play-offs de ascenso a Segunda División en ambas temporadas. Posteriormente pasó por diversos equipos de Segunda División B, estando la temporada 2010-11 en el Palencia, la campaña 2011-12 en el Melilla y la 2012-13 en el Sestao River. Entre 2013 y 2015 jugó en el Aurrera Ondarroa, ya en categoría regional.

### Como entrenador
En junio de 2015 se incorporó al organigrama técnico de la cantera del Athletic Club.
El 4 de diciembre de 2018, tras haber iniciado la temporada como entrenador del CD Basconia, ascendió al Bilbao Athletic para sustituir a Gaizka Garitano. El ondarrés cogió al filial, en octavo lugar, con 22 puntos. En los veintitrés partidos que dirigió al Bilbao Athletic, sumó diez victorias -ocho en casa-, cinco empates y ocho derrotas -siete a domicilio-. Los pocos puntos sumados a domicilio impidieron luchar por cotas más altas, aunque mejoró su posición al acabar en sexta posición con 57 puntos.
El 21 de diciembre de 2020 fichó como entrenador del Racing de Santander, avalado por José Mari Amorrortu que era responsable de estrategia deportiva. En mayo de 2021 se confirmó su marcha a final de temporada al conseguir el peor resultado de la historia del club.

## Selección
Ha sido internacional en todas las categorías inferiores de la selección de fútbol de España. Conquistó la Eurocopa sub-19 de 2002, con jugadores como Fernando Torres o Andrés Iniesta. En 2003 fue internacional, dos veces, con la selección sub-20. En 2004 fue internacional, dos veces, con la selección sub-21.

## Clubes como jugador
| Club                      | País   | Temporada   |
| ------------------------- | ------ | ----------- |
| Zubi-Zahar ikastola       | España | 1995-1996   |
| CD Basconia               | España | 2001-2002   |
| Bilbao Athletic           | España | 2002-2004   |
| Athletic Club             | España | 2004-2005   |
| SD Eibar                  | España | 2005-2006   |
| Club Atlético de Madrid B | España | 2006-2008   |
| Real Jaén                 | España | 2008-2010   |
| Club de Fútbol Palencia   | España | 2010- 2011  |
| UD Melilla                | España | 2011 - 2012 |
| Sestao River Club         | España | 2012 - 2013 |
| Aurrera Ondarroa          | España | 2013 - 2015 |

## Clubes como entrenador
| Club                | País   | Temporada   |
| ------------------- | ------ | ----------- |
| CD Basconia         | España | 2018        |
| Bilbao Athletic     | España | 2018 - 2019 |
| Racing de Santander | España | 2020 - 2021 |

## Palmarés

### Campeonatos nacionales
| Título                                  | Club         | País   | Año  |
| --------------------------------------- | ------------ | ------ | ---- |
| Copa Real Federación Española de Fútbol | Real Jaén CF | España | 2009 |

### Títulos internacionales
| Título          | Equipo | Sede    | Año  |
| --------------- | ------ | ------- | ---- |
| Eurocopa Sub-19 | España | Noruega | 2002 |